# Шалфей раскрытый
Шалфей раскрытый (лат. Salvia ringens) — многолетнее растение, вид рода Шалфей (Salvia) семейства Яснотковые (Lamiaceae).

## Распространение и экология
Встречается на Балканском полуострове, в Малой Азии и на Кавказе.
Растёт по известковым каменистым склонам.

## Ботаническое описание
Растение высотой 25—60 см.
Стебель одиночный, прямой, простой, безлистный или с одной—двумя парами сильно видоизменнёных листьев.
Листья все прикорневые, длиной 7—11 см, шириной 5—7 см, перисто-рассечённые, тупые, при основании округлые, морщинистые, с длинными, превосходящими пластинку черешками; стеблевых листьев нет или они в виде пары мелких яйцевидных или ланцетных, цельных, тупых, округлённых при основании листьев; прицветные листья яйцевидные, сидячие, заострённые.
Соцветие простое или ветвистое, с одной-двумя парами длинных ветвей, с 5—10 расставленными 4—6-цветковыми ложными мутовками; чашечка длиной 12 мм; венчик ярко-синий, длиной 3,5—4,5 см.
Орешки эллиптические, трёхгранные, длиной 3,5 мм, тёмно-коричневые.

## Классификация

### Таксономия
Вид Шалфей раскрытый входит в род Шалфей (Salvia) подсемейства Котовниковые (Nepetoideae) семейства Яснотковые (Lamiaceae) порядка Ясноткоцветные (Lamiales).
|  |                                      |  |                                                             |                                                             |                      |  | ещё 21 семейство (согласно Системе APG II) | ещё 21 семейство (согласно Системе APG II)  |                                             |  |  |  | ещё 110—130 родов   | ещё 110—130 родов    |  |  |
|  |                                      |  |                                                             |                                                             |                      |  | ещё 21 семейство (согласно Системе APG II) | ещё 21 семейство (согласно Системе APG II)  |                                             |  |  |  | ещё 110—130 родов   | ещё 110—130 родов    |  |  |
|  |                                      |  |                                                             | порядок Ясноткоцветные                                      |                      |  |                                            |                                             | подсемейство Котовниковые                   |  |  |  |                     | вид Шалфей раскрытый |  |  |
|  |                                      |  |                                                             | порядок Ясноткоцветные                                      |                      |  |                                            |                                             | подсемейство Котовниковые                   |  |  |  |                     | вид Шалфей раскрытый |  |  |
|  | отдел Цветковые, или Покрытосеменные |  |                                                             |                                                             | семейство Яснотковые |  |                                            |                                             | род Шалфей                                  |  |  |  |                     |                      |  |  |
|  | отдел Цветковые, или Покрытосеменные |  |                                                             |                                                             |                      |  |                                            |                                             |                                             |  |  |  |                     |                      |  |  |
|  |                                      |  | ещё 44 порядка цветковых растений (согласно Системе APG II) | ещё 44 порядка цветковых растений (согласно Системе APG II) |                      |  |                                            | ещё 7 подсемейств (согласно Системе APG II) | ещё 7 подсемейств (согласно Системе APG II) |  |  |  | ещё 700 — 900 видов |                      |  |  |
|  |                                      |  |                                                             | ещё 44 порядка цветковых растений (согласно Системе APG II) |                      |  |                                            |                                             | ещё 7 подсемейств (согласно Системе APG II) |  |  |  |                     |                      |  |  |